# Stigmella clisiotophora
Stigmella clisiotophora là một loài bướm đêm thuộc họ Nepticulidae. Nó là loài duy nhất được tìm thấy ở Tsushima, Nhật Bản, nhưng cũng có thể thấy tại Trung Quốc.
Ấu trùng sống đựoc thu hoạch và tháng 10 và những con trưởng thành xuất hiện vào tháng 6 năm sau. Có ít nhất 2 đợt trưởng thành một năm ở miền nam Nhật Bản.
Ấu trùng ăn Quercus variabilis. Chúng ăn lá nơi chúng làm tổ. 